# Tschierv
Tschierv ([tʃɪə̯rf]ⓘ; deutsch und bis 1943 offiziell Cierfs) ist eine Fraktion der Gemeinde Val Müstair im Kanton Graubünden, Schweiz.
Bis Ende 2008 bildete sie eine eigenständige Gemeinde. Per 1. Januar 2009 fusionierte Fuldera mit den übrigen Schweizer Gemeinden der Talschaft (Fuldera, Lü, Müstair, Santa Maria Val Müstair und Valchava) zur heutigen Gemeinde Val Müstair.

## Geographie

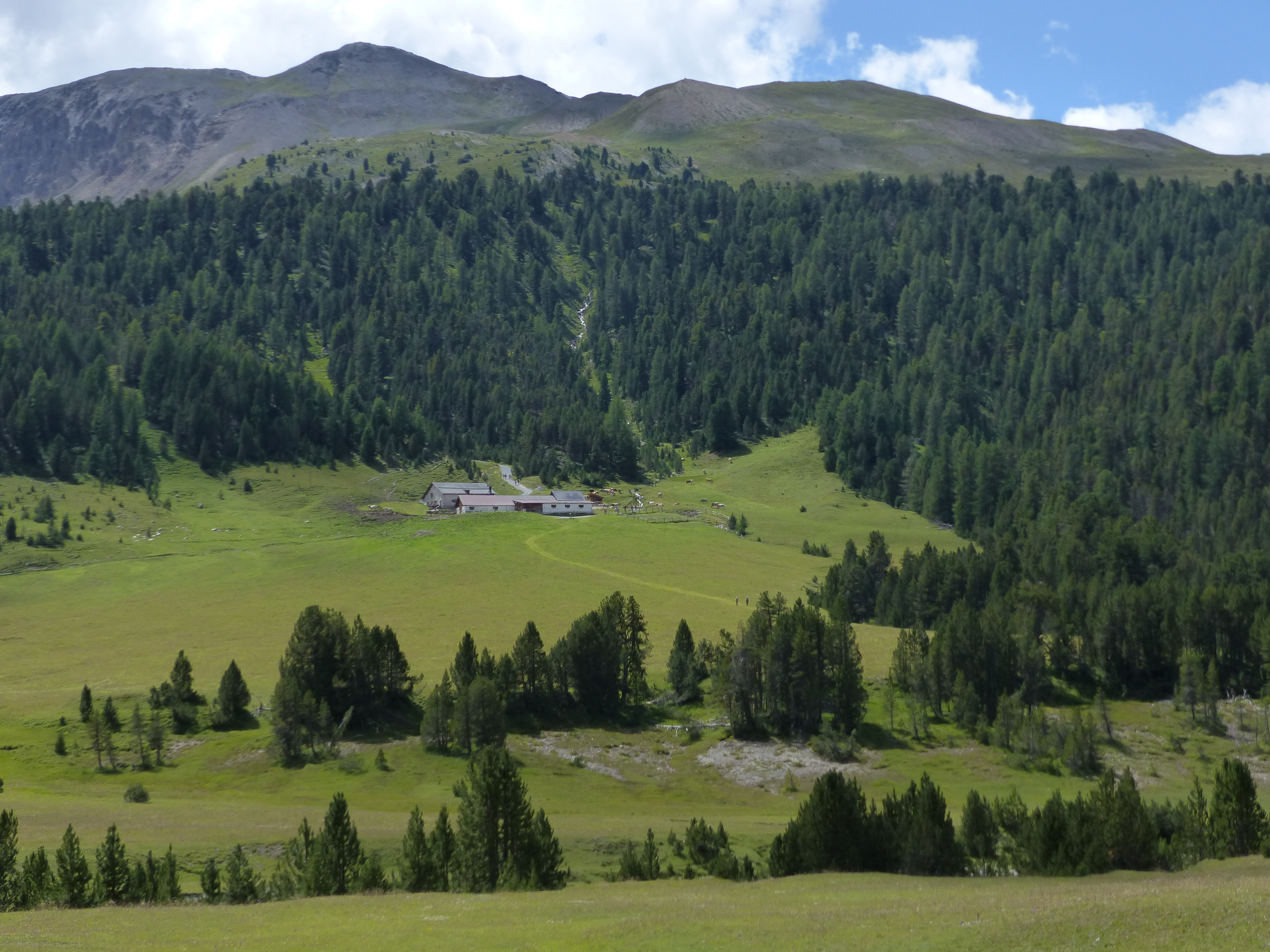
Alp Buffalora

Die Gemeinde ist die oberste Talgemeinde des Val Müstair (deutsch Münstertal) und liegt südöstlich des Ofenpasses. Direkt an der Strasse, welche vom Ofenpass ins Tal führt, liegen die Ortsteile Aintasom-Tschierv (1693 m ü. M.), Plaz (1660 m ü. M.) und Orasom-Tschierv (1643 m ü. M.). Am Südhang darüber befinden sich der älteste Dorfteil, Chasuras (1691 m ü. M.). Das Gemeindegebiet erstreckte sich über den Ofenpass nordwestlich bis zur Alp und früheren Zollstation Buffalora  mitsamt dem 1918 dem Schweizerischen Nationalpark eingefügten Val Nüglia. Höchster Punkt dieses Gemeindeteils ist der Piz d’Aint (2968 m ü. M.) im Bereich südlich und der Piz Tarvü  (3167 m ü. M.) im Bereich nördlich des Passes.
Vom gesamten Gemeindegebiet von beinahe 43 km² sind 1969 ha (46 %) Gebirge und 1143 ha (27 %) bewaldet. Vom nutzbaren Boden von 1101 ha werden 973 ha als Maiensässen bewirtschaftet. Die restlichen 43 ha sind Siedlungsfläche.

### Klima
Für die Normalperiode 1991–2020 beträgt die Jahresmitteltemperatur 1,1 °C, wobei im Januar mit −9,1 °C die kältesten und im Juli mit 11,0 °C die wärmsten Monatsmitteltemperaturen gemessen werden. Im Mittel sind hier rund 249 Frosttage und 75 Eistage zu erwarten. Sommertage gibt es im Jahresmittel 1,2. Die Messstation von MeteoSchweiz liegt auf einer Höhe von 1971 m ü. M. beim Berggasthaus Buffalora.
|                        | Jan   | Feb   | Mär   | Apr  | Mai  | Jun  | Jul  | Aug  | Sep  | Okt  | Nov  | Dez   |   |       |
| Mittl. Temperatur (°C) | −9,1  | −7,9  | −3,7  | 0,4  | 5,2  | 9,2  | 11,0 | 10,8 | 6,6  | 2,3  | −3,4 | −8,2  | ⌀ | 1,1   |
| Mittl. Tagesmax. (°C)  | −1,9  | −0,4  | 2,8   | 6,1  | 11,0 | 15,5 | 17,8 | 17,5 | 13,1 | 8,8  | 2,5  | −1,7  | ⌀ | 7,6   |
| Mittl. Tagesmin. (°C)  | −15,5 | −15,2 | −10,6 | −5,9 | −0,9 | 2,3  | 3,7  | 3,8  | 0,4  | −3,2 | −8,5 | −13,9 | ⌀ | −5,2  |
|                        |       |       |       |      |      |      |      |      |      |      |      |       |   |       |
| Niederschlag (mm)      | 43    | 31    | 44    | 56   | 84   | 110  | 118  | 130  | 86   | 98   | 86   | 51    | Σ | 937   |
|                        |       |       |       |      |      |      |      |      |      |      |      |       |   |       |
| Regentage (d)          | 7,0   | 6,3   | 6,9   | 8,3  | 10,9 | 11,9 | 12,0 | 12,1 | 9,2  | 8,7  | 9,1  | 7,7   | Σ | 110,1 |
|                        |       |       |       |      |      |      |      |      |      |      |      |       |   |       |
| Luftfeuchtigkeit (%)   | 77    | 73    | 71    | 71   | 72   | 71   | 71   | 74   | 76   | 79   | 81   | 80    | ⌀ | 74,7  |

| −15,5 |

| −15,2 |

| −10,6 |

| −5,9 |

| −0,9 |

| 2,3 |

| 3,7 |

| 3,8 |

| 0,4 |

| −3,2 |

| −8,5 |

| −13,9 |

| −15,5 |

| −15,2 |

| −10,6 |

| −5,9 |

| −0,9 |

| 2,3 |

| 3,7 |

| 3,8 |

| 0,4 |

| −3,2 |

| −8,5 |

| −13,9 |

Der Hitzerekord in Buffalora wurde am 27. Juni 2019 mit 28,1 °C aufgestellt.

## Geschichte

Luftbild (1954)

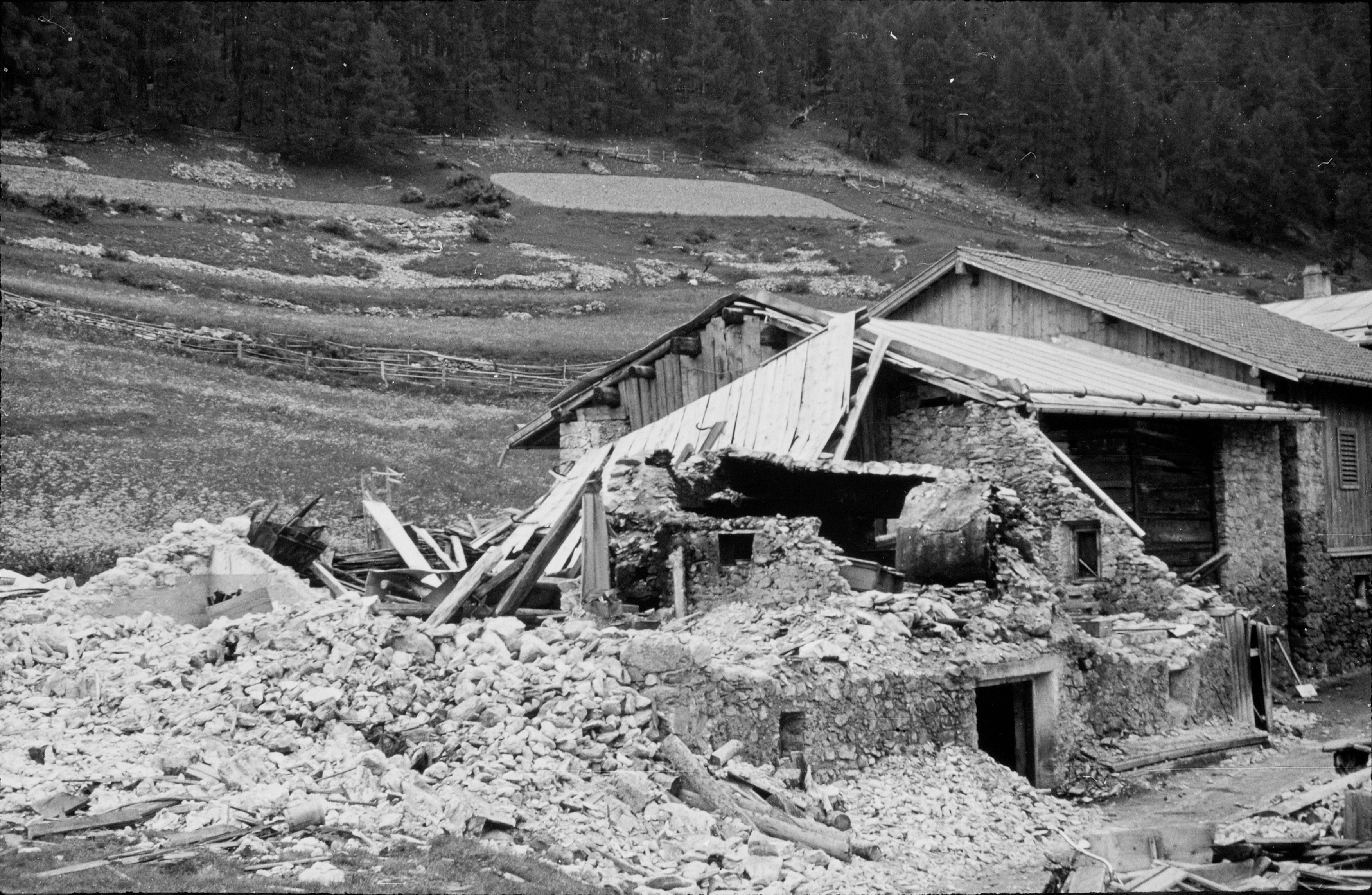
Im Lawinenwinter 1951 zerstörtes Haus in Tschierv.

Der Ort wurde 1432 als Zirff erstmals erwähnt. Bei Cuvel zoppà fanden sich in einer Höhle hallstattzeitliche Scherben. Der Landesausbau im Spätmittelalter erfolgte vom Kloster Müstair aus. Im 14. und 15. Jahrhundert wurden am Ofenpass und bei Buffalora bedeutende Mengen an Eisenerz abgebaut.
1471 wurde nach einigen Streitigkeiten zwischen dem Kloster Müstair und den Vögten von Matsch die erste Kapelle geweiht. Kirchlich gehörte Tschierv ursprünglich zu Müstair, ab Ende des 15. Jahrhunderts zu Santa Maria. Die Reformation wurde um 1530 eingeführt. Tschierv bildete 1654 bis 1817 eine eigene Pfarrei, seither teilt sich Tschierv den Pfarrer mit Fuldera und Lü.
1762 kaufte sich das Münstertal von allen österreichischen Rechten frei. Als selbstständige Gemeinde organisierte sich Tschierv 1854. Landwirtschaftlich geprägt, pflegte Tschierv ab ca. 1960 einen sanften Tourismus. 1976 wurde das Gebiet Minschuns mit Skiliften erschlossen. 2005 arbeiteten 78 Prozent der in Tschierv Erwerbstätigen im dritten Wirtschaftssektor.

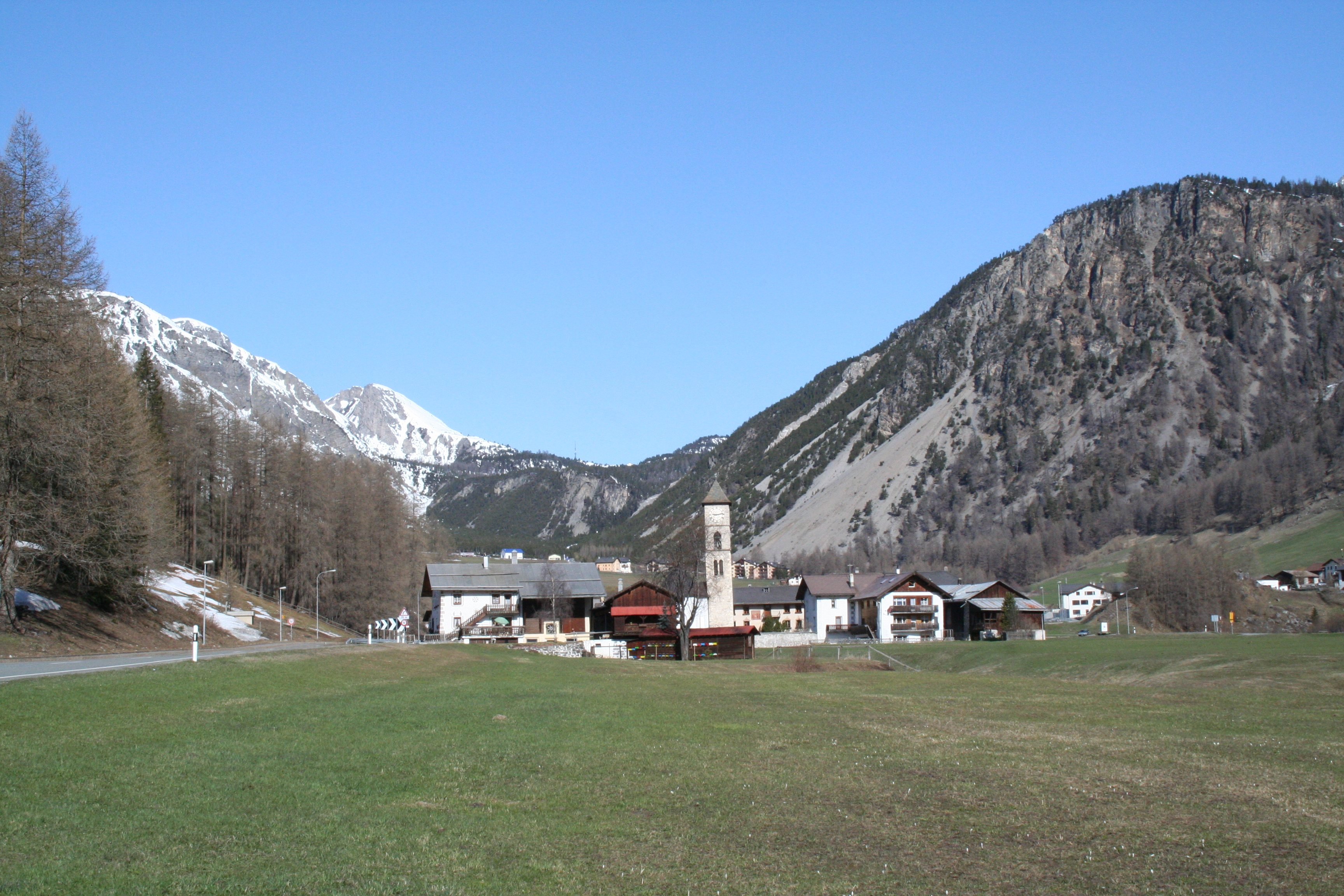
Dorfbild von Südosten her gesehen

## Wappen
| Wappen von Tschierv | Blasonierung: «In Gold (Gelb) ein rot bewehrter, schwarzer Hirsch»                           |
| Wappen von Tschierv | Der Name der Gemeinde ist romanisch für Hirsch, es handelt sich also um ein redendes Wappen. |

## Bevölkerung
| Jahr      | 1835 | 1850 | 1900 | 1930 | 1941 | 1950 | 2000 | 2007 |
| Einwohner | 155  | 145  | 146  | 126  | 160  | 165  | 154  | 172  |

### Sprachen
Bis 1980 konnte das Romanische in der Mundartform Jauer die seit dem 19. Jahrhundert bestehende deutschsprachige Minderheit fast ganz romanisieren. Seither weicht die Mehrheitssprache zurück. 1880 benutzten 81,8 %, 1910 93 %, 1941 92 % und 1970 88 % Romanisch als Hauptsprache. 1990 konnten sich 92 % und im Jahr 2000 92 % der Einwohnerschaft in dieser Sprache verständigen. Die Entwicklung der vergangenen Jahrzehnte zeigt folgende Tabelle:
| Sprachen      | Volkszählung 1980 | Volkszählung 1980 | Volkszählung 1990 | Volkszählung 1990 | Volkszählung 2000 | Volkszählung 2000 |
| Sprachen      | Anzahl            | Anteil            | Anzahl            | Anteil            | Anzahl            | Anteil            |
| ------------- | ----------------- | ----------------- | ----------------- | ----------------- | ----------------- | ----------------- |
| Deutsch       | 6                 | 4,48 %            | 18                | 12,24 %           | 29                | 18,83 %           |
| Rätoromanisch | 128               | 95,52 %           | 125               | 85,03 %           | 119               | 80,27 %           |
| Einwohner     | 134               | 100 %             | 147               | 100 %             | 154               | 100 %             |

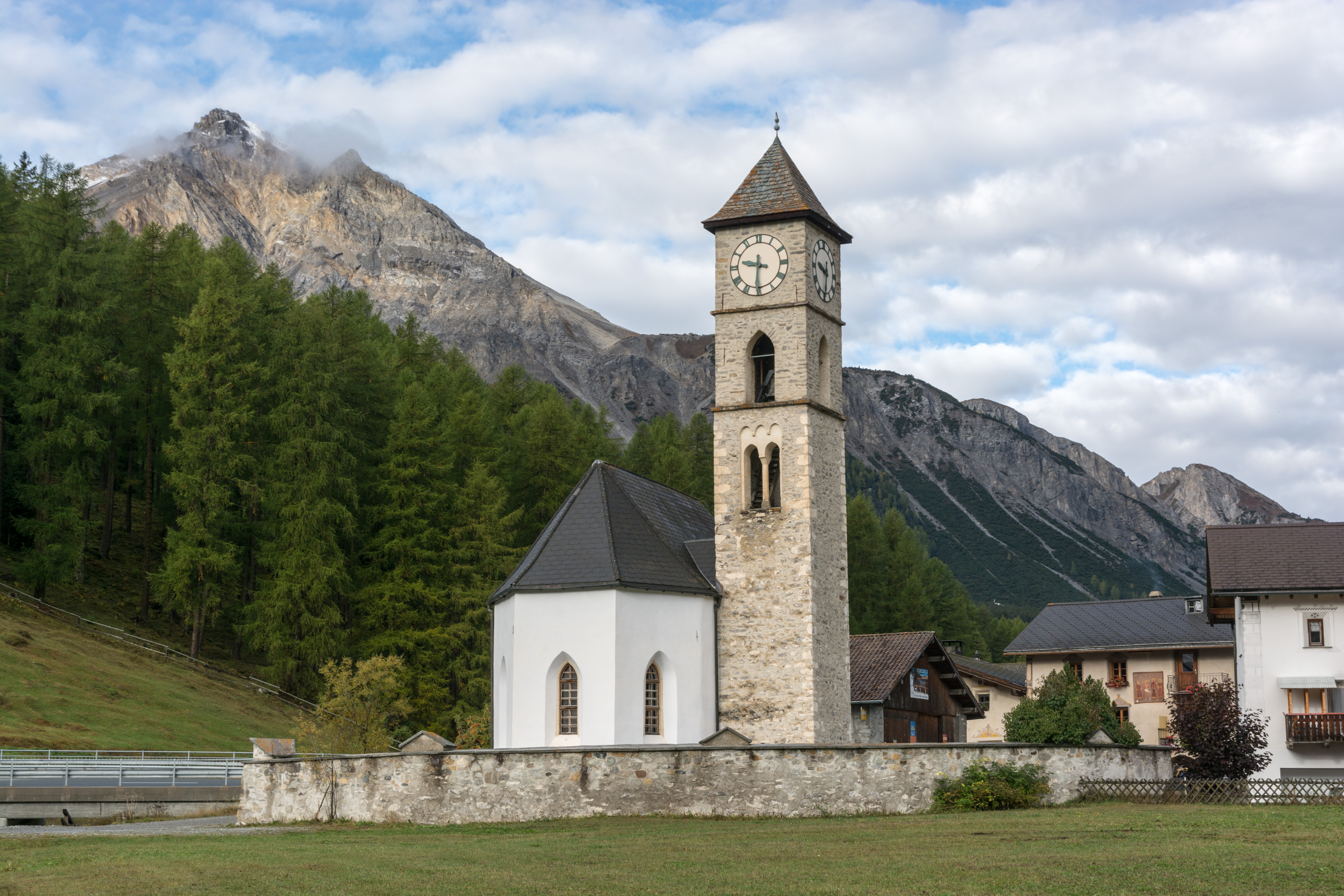
Reformierte Kirche

Nebst Romanisch und Deutsch gehört Portugiesisch mit 1,30 % Anteil an der Bevölkerung (also 2 Personen) zu den drei häufigst verwendeten Sprachen.

### Religionen und Konfessionen
Um 1530 wechselten die Einwohner zur protestantischen Lehre.

### Herkunft und Nationalität
Von den Ende 2005 172 Bewohnern waren 158 (92 %) Schweizer Staatsangehörige.

## Sehenswürdigkeiten

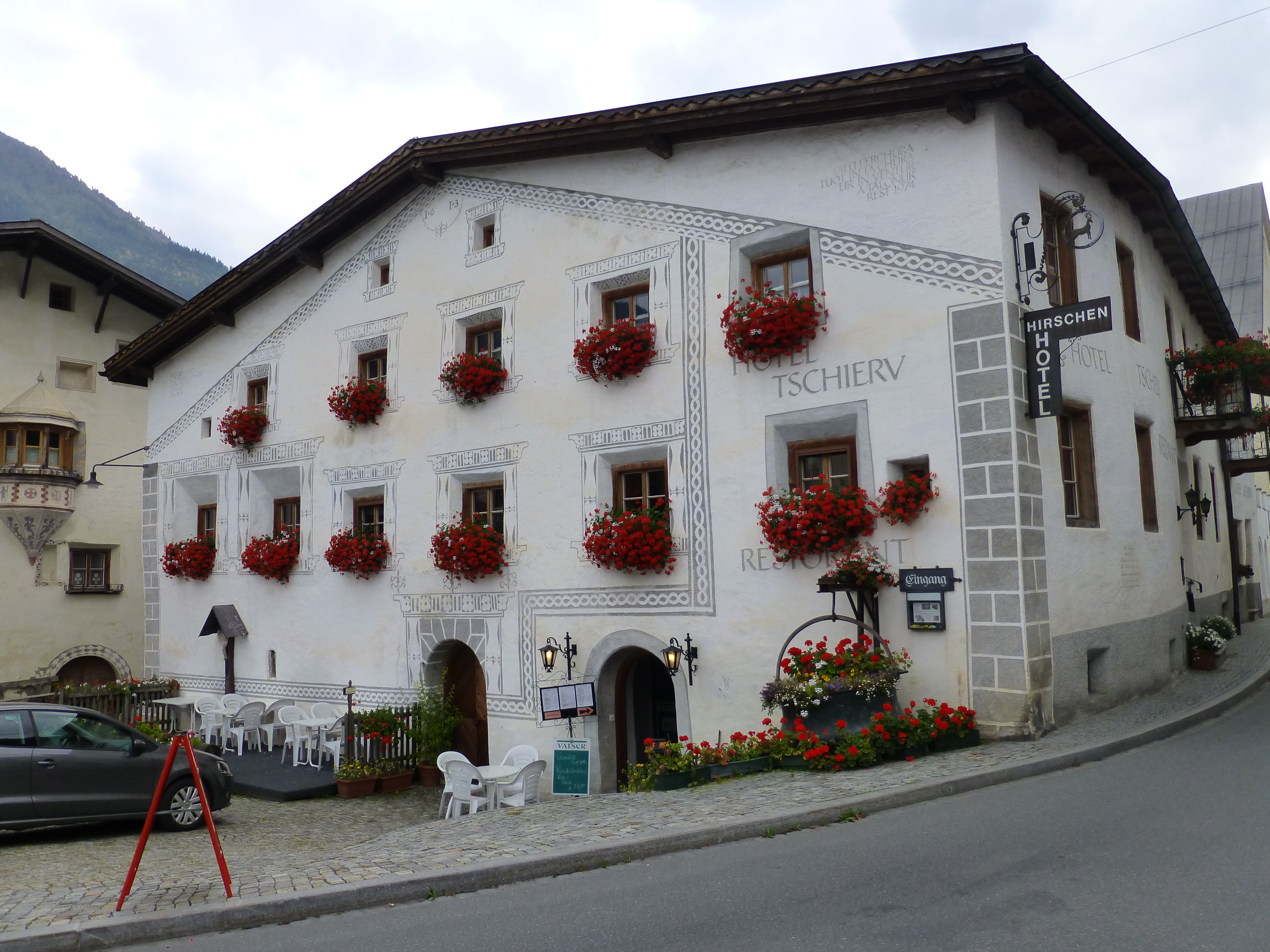
Hotel Tschierv

Unter Denkmalschutz steht die reformierte Dorfkirche.